# Alexandre Olivier Exquemelin

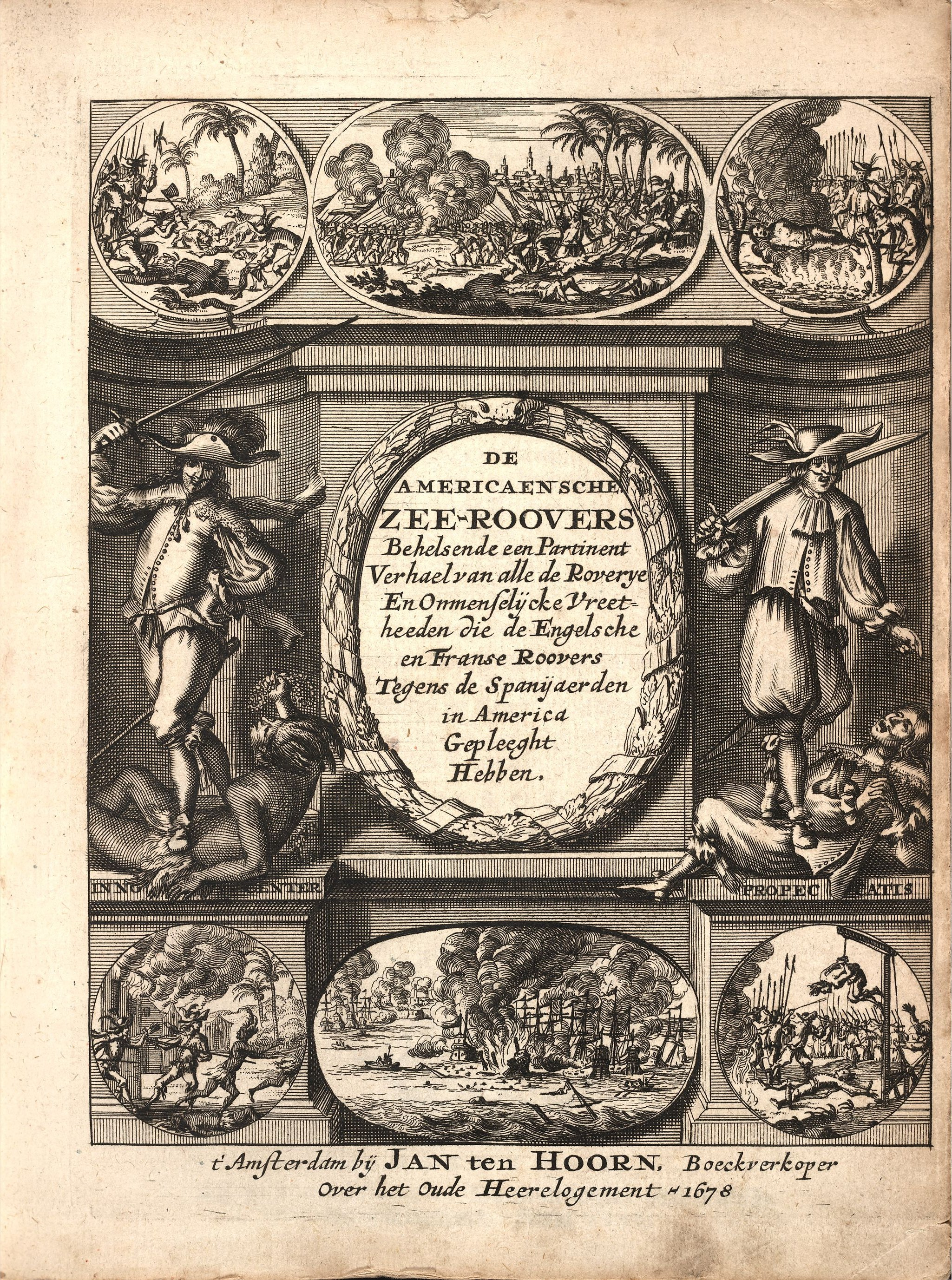
Frontespizio della prima edizione di Buccaneers of America, 1678

Alexandre Olivier Exquemelin (Honfleur, 1645 – 1707) è stato un pirata, scrittore e storico francese, autore di uno dei più importanti libri sulla pirateria del XVII secolo: De Americaensche Zee-Roovers, pubblicato ad Amsterdam da Jan ten Hoorn, nel 1678.

## Biografia
Exquemelin (scritto anche Esquemeling, Exquemeling, o Oexmelin), figlio di uno speziale protestante, nacque attorno al 1645, quasi sicuramente a Honfleur, Francia. Dopo aver studiato in Olanda, dove divenne un apprendista chirurgo, nel 1666 entrò al servizio della Compagnia francese delle Indie occidentali come engagé, una condizione giuridica originaria dell'Ancien Régime, prossima alla servitù. Tale condizione lo obbligava a tre anni di servizio presso un padrone che poteva destinarlo a qualsiasi mansione o disporre di lui come credeva. Imbarcatosi, nello stesso anno giunse all'isola di Tortuga. 

### I Fratelli della Costa
Dopo il suo arrivo, la Compagnia vendette tutti i suoi dipendenti per cessata attività nella zona. Tra questi, anche Exquemelin. Ammalatosi gravemente, attirò l'attenzione del governatore dell'isola, che lo fece comprare da un maestro chirurgo con cui finì finalmente la sua formazione.
Alla risoluzione del suo contratto si unì ai Fratelli della Costa, imbarcandosi in qualità di barbiere-chirurgo con i bucanieri, tra cui la banda di Henry Morgan (del quale fu probabilmente il confidente) e François l'Olonese. In questo periodo partecipò ad azioni contro Maracaibo e Panama.

### Viaggi successivi
Ritornato in Europa nel 1670, si stabilì nei Paesi Bassi, probabilmente perché ugonotto (in Francia era in corso una repressione organizzata da Luigi XIV). Tuttavia, questo "ritiro" fu di breve durata. Nel 1674 figurò come barbiere-chirurgo sulle navi dell'ammiraglio olandese De Ruyter, che salpò per conquistare le Antille francesi, ma fallì. Partecipò a un attacco a Cartagena de Indias nel 1697.  Probabilmente ha anche partecipato a una seconda spedizione di de Ruyter nel Mar Mediterraneo.
Nel 1678 tornò ad Amsterdam, dove l'editore Jan ten Hoorn pubblicò per la prima volta il suo libro. L'anno successivo Exquemelin superò l'esame di chirurgo ad Amsterdam, che gli permise di esercitare ufficialmente la professione nei Paesi Bassi e farlo figurare nel 1679 nel registro della corporazione dei chirurghi olandesi.

### L'opera
Il titolo completo è De Americaensche Zee-rooversbehelsende een pertinente en waerachtige beschrijving van alle de voornaemste roveryen, en onmenschelijcke wreedheden, die de Engelse en Franse rovers, tegens de Spanjaerden in America, gepleeght hebben; verdeelt in drie deelen (I pirati delle Americhe, che comprende una descrizione pertinente di tutti i principali ladri e le atrocità disumane commesse dai pirati inglesi e francesi, contro gli spagnoli in America; diviso in tre parti).
Il libro è composto appunto da 3 parti:
- La prima riguarda l'isola di Hispaniola: come arrivarono i francesi, l'isola stessa ed i suoi abitanti.
- La seconda riguarda i pirati: le loro vite, il loro comportamento e le loro incursioni.
- La terza parla del viaggio di Henry Morgan in cui occupò ed incendiò Panama.

Exquemelin descrive i pirati come avventurieri astuti e avidi che tendevano a commettere atrocità senza motivo. Nonostante il libro sia di grande importanza nel formare un'immagine della vita dei pirati in quel momento, dobbiamo stare attenti a non vederlo troppo come un'opera storicamente accurata. Le storie sono state sicuramente adattate per renderle più avvincenti, sia dallo stesso Exquemelin, sia nelle varie edizioni successive. Comunque molti eventi del libro concordano con le informazioni trovate in seguito negli archivi inglesi, francesi, olandesi e spagnoli.
Sebbene Exquemelin conoscesse personalmente la maggior parte dei pirati presenti nel libro, non ha intrapreso personalmente tutti i viaggi che descrive. Possiamo essere sicuri di solo due viaggi: il viaggio a Maracaibo nel 1669 e di Panama nel 1670-1671, entrambi sotto il comando di Henry Morgan.
Il lascito bibliografico di Exquemelin De Americaensche Zee-Roovers è complesso. È stato giustamente detto che forse nessun libro del XVII secolo in qualsiasi lingua è mai stato origine di tante imitazioni e la fonte di tanta narrativa.
Le edizioni comprendono:
- in olandese: Alexandre O. Exquemelin, «De Americaensche Zee-Roovers, behelsende een pertinente en waerachtige beschrijving van alle de voornaemste roveryen, en onmenschelijcke wreedheden, die de Engelse en Franse rovers, tegens de Spanjaerden in America, gepleeght hebben ; verdeelt in drie deelen». Amsterdam, Jan ten Hoorn, 1678;
- in tedesco: Die Americanischer Seeräuber, di Christoph Riedels; Norimberga, 1679. Traduzione fedele dell'originale olandese;
- in spagnolo: nel 1681; aggiunge nuovo materiale del tutto liberamente e senza riconoscimento, presentando inoltre frequenti errori di traduzione dall'olandese;
- in inglese:
  - nel 1684 compaiono due diverse traduzioni : Bucaniers of America di William Crook e The History of Bucaniers di Thomas Malthus. A seguito della loro pubblicazione lo stesso Henry Morgan fece causa a Exquemelin per aver raccontato il falso sulla sua persona, causa che il pirata vinse e che gli fruttò 200 sterline di ammenda versate dallo scrittore[1].  contiene anche il racconto di Basil Ringrose sui pericolosi viaggi e audaci assalti del capitano Bartholomew Sharp e altri[4].
  - «The buccaneers of America, a true account of the most remarkable assaults committed of late years upon the coasts of the West Indies by the buccaneers of Jamaica and Tortuga (both English and French) wherein are contained more especially the unparalleled exploits of Sir Henry Morgan, our English Jamaican hero, who sacked Porto Bello, burnt Panama, etc.». London, G. Allen & Co.; New York, Macmillan Co., 1911;
- in francese: Histoire des aventuriers flibustiers qui se sont signalés dans les Indes, di Jacques Lefebvre del 1686, edita da Frontingnières, è sostanzialmente un nuovo lavoro con molte aggiunte, tra cui nuove biografie dei pirati e riarrangiamenti completi di alcune parti che incorporano nuovo materiale sia redatto da Exquemelin (a questa edizione si devono le notizie biografiche) sia di origine ignota. Successive edizioni e traduzioni hanno aggiunto ulteriore nuovo materiale e intere biografie.
- Una versione italiana è uscita nel 2005 con il titolo Bucanieri nei Caraibi, edita dalla Effemme[5]: è una traduzione della versione inglese di Crook del 1684, con aggiunta di alcune note che citano quella francese.

Peter Benchley, nel suo libro The Island, fa riferimento a Exquemelin, dopo aver usato il suo lavoro nelle sue ricerche.